# Consello de Forzas Políticas Galegas
O Conselho de Forças Políticas Galegas (Consello de Forzas Políticas Galegas, CFPG) foi uma plataforma política criada na Galiza (Espanha) em Janeiro de 1976 a iniciativa da União do Povo Galego e integrada ademais pelo Partido Socialista Galego e o Partido Galego Social Democrata; posteriormente uniram-se o Partido Carlista da Galiza e o Movimento Comunista da Galiza, a entrada deste último provocou a ruptura do CFPG, já que o MCG recusou que os seus membros saíssem de Comissões Obreiras. Como reação, a UPG e o PGSD deixaram o Conselho em Outubro de 1976, embora o assunto de fundo fosse a relação com as plataformas democráticas do estado,que para a UPG e PGSD tinham de ser  pontuais e táticas enquanto os outros partidos pretendiam uma conjunção estratégica.
Tinha um programa rupturista baseado nas Bases Constitucionais (Abril de 1976) que recolhia o direito de autodeterminação.